# Verre sodocalcique

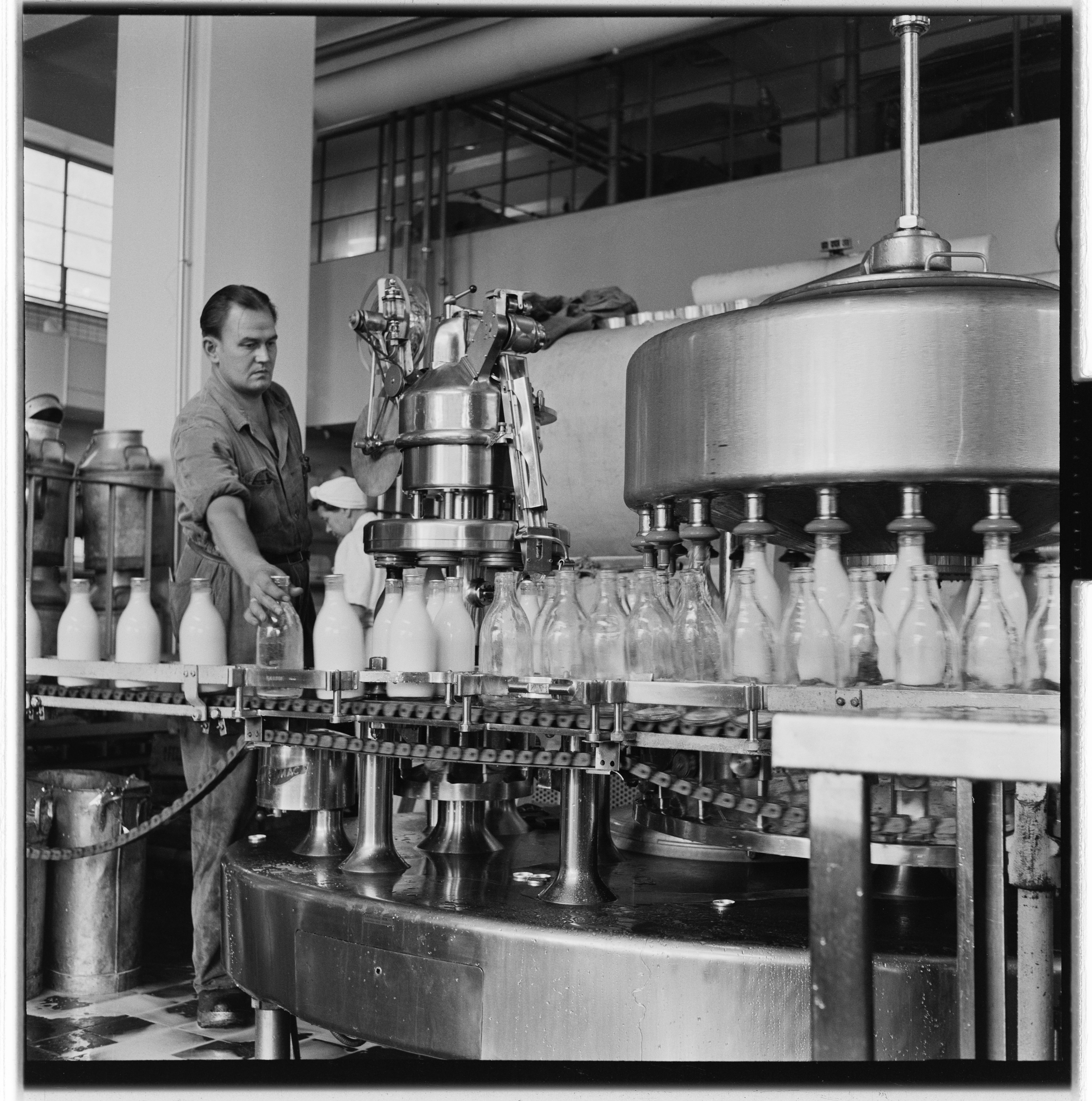
Des bouteilles de lait en verre en cours de remplissage dans une usine de Norvège (1955).

La famille des verres sodocalciques regroupe des verres à base de silice SiO2, de calcium et de sodium introduits en général à la fabrication sous forme de CaO et Na2O.
Ces verres sont les plus répandus ; ils sont utilisés pour la fabrication de bouteilles, de flacon et de vitrages, et représentent de l'ordre de 90 % de la production de verre.

## Composition du verre sodocalcique
- Sable de Fontainebleau (silice) 100
- carbonate de sodium       34
- carbonate de calcium       22
- carbonate de baryte           4
- nitrate de sodium          4,400
- sulfate de sodium              0,800
- borax                     0,200
- cryolithe                 0,160
- oxyde de zinc             0,200
- dioxyde de manganèse          0,160
- antimoine                 0,180
- oxyde de cobalt sablé     0,012 (= mélange 30 g de cobalt pour 1 000 g de sable)

NB : quantité en kg